# Szent Bertalan éjszakája

A Szent Bertalan-éj ábrázolása a kortárs hugenotta François Dubois (1529 k.–1584) festményén

Szent Bertalan éjszakája a 16. századi francia vallásháborúk egyik legismertebb eseménye. 1572. augusztus 23-áról augusztus 24-ére virradó éjszakán a békülési célzattal Párizsba gyűlt hugenották (francia reformátusok) nagy részét a király beleegyezésével lemészárolták. 

## Előzményei
A reformációnak elsősorban a kálvini ága éreztette hatását Franciaországban, annak is elsősorban a déli részén. Elterjedése a század közepétől fogva feszültségekhez vezetett protestánsok és katolikusok között, de a központi hatalom megakadályozta az indulatok túlzott elszabadulását. 1559-ben azonban egy lovagi tornán történt balesetben meghalt II. Henrik, akit fiatal és befolyásolható fiai, II. Ferenc (1559–1560) és a tízéves korában trónt szerző IX. Károly (1560–1574) követtek a trónon. Az ifjú királyok kegyeiért és a felettük gyakorolt hatalomért kiélezett harc indult meg a főnemesek között, ami hamarosan összekapcsolódott a vallási ellentétekkel.
A két gyermekkirály felett anyjuk, Medici Katalin, illetve a katolikus François de Guise herceg és a protestáns Gaspard de Coligny admirális igyekezett befolyást szerezni. 1560-ban a protestánsok által Guise herceg ellen szervezett Amboise-összeesküvés kudarcot vallott. A vetélkedésbe a Valois-k távoli rokona, a hatalomból kiszorult I. Louis de Bourbon-Condé herceg is bekapcsolódott a protestánsok oldalán. A konfliktus 1562-ben fajult fegyveres harccá: a dreux-i csata a katolikusok javára dőlt el. Ezt követően a háborúskodás hol szünetelt, hol kiújult.
Az 1570-es saint-germaini szerződés, amelyben a hugenották első ízben kaptak „visszavonhatatlan” engedményeket, hosszabb békés időszakot hozott. Az anyakirályné igyekezett összebékíteni a két pártot, ezért feleségül adta leányát, Valois Margitot Louis de Condé herceg unokaöccséhez, Henri de Bourbonhoz, Navarra királyához (aki később, 1589-ben, az utolsó Valois-házi király elhunytával a száli törvény értelmében nyerte el, IV. Henrik néven, Franciaország trónját is). Az esküvői szertartást 1572. augusztus 18-án a párizsi Notre-Dame előtt tartották meg, számos katolikus és protestáns vezető személyiség jelenlétében. Maga a vőlegény nem vett részt a római katolikus szertartáson.

## A mészárlás

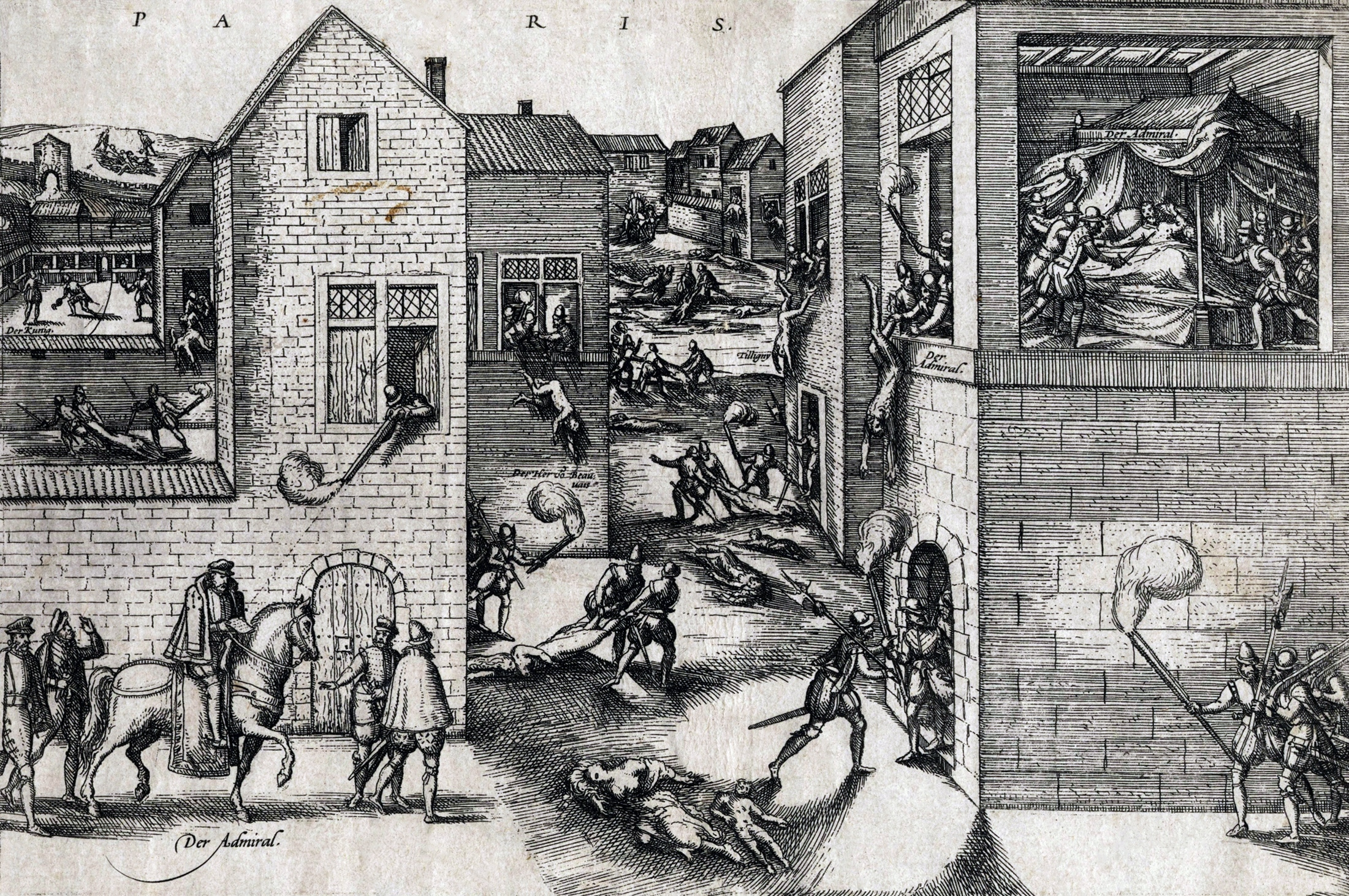
Frans Hogenberg (1572 körül): Szent Bertalan napi mészárlás

Augusztus 22-én egy, a Guise-ekhez közel álló nemes muskétájával megsebesítette Colignyt. A felháborodott hugenották igazságtételt követeltek, és a király másnapra vizsgálatot rendelt el. A szálak a király öccséhez, a későbbi III. Henrikhez, Anjou hercegéhez, és Medici Katalinhoz vezettek. Ők, megrettenve az esetleges megtorlástól, a Tuileriákban összegyűltek híveikkel (köztük Tavannes marsallal), és kidolgozták a tervüket: egyszerre el kell pusztítani a hugenották vezéreit. Erre a király beleegyezése nélkül nem volt lehetőség, de este hamis bizonyítékokkal olyannyira sikerült a protestánsok ellen hangolniuk Károlyt, hogy az beleegyezett minden hugenotta elpusztításába.
A Katalin és kisebbik fia által összeírt listán eredetileg csak pár tucat ember szerepelt. A hugenották vezérei közül egyedül Condé hercege és Bourbon Henrik számíthatott kegyelemre, lévén vér szerinti hercegek, de csak azzal a feltétellel, ha áttérnek a katolikus vallásra.
Az első áldozat Coligny admirális volt, akit kidobtak az ablakon, majd az utcán lefejeztek, majd Navarrai Henrik köre következett. A csapásra a Saint-Germain-l’Auxerrois-templom harangja adott jelet – kissé korán, így néhány hugenotta el tudott menekülni. Az eseményeken felbuzdult, hagyományosan katolikus párizsi lakosság is bekapcsolódott az eredetileg politikai célú gyilkosságokba, így a közrendű hugenottáknak sem volt kegyelem.
Károly másnap azonnal a békére utasított, és augusztus 26-án jelent meg először a nyilvánosság előtt, amikor tájékoztatta a parlamentet, miszerint egy összeesküvés megelőzése miatt volt szükség a fellépésre.

## Az események visszhangja

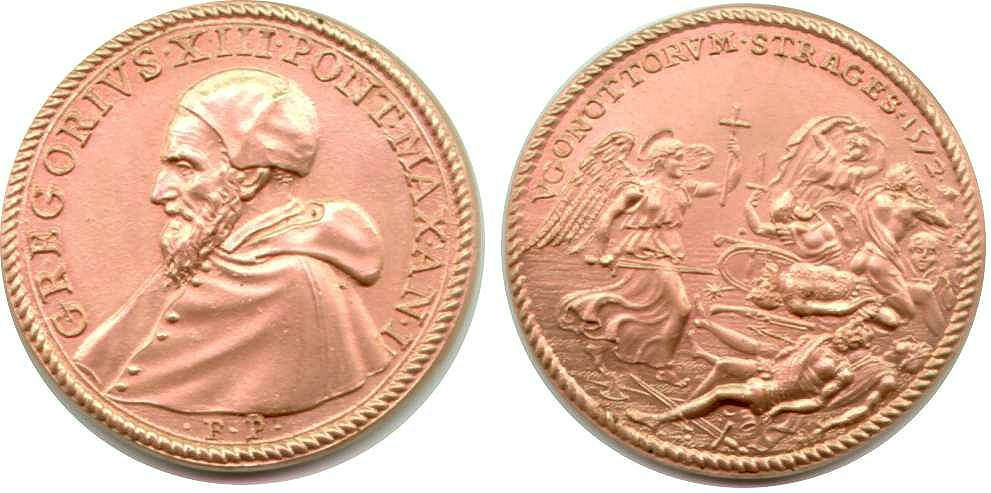
A XIII. Gergely pápa által veretett emlékérem

Az európai uralkodók ellentmondóan reagáltak az eseményre: II. Fülöp spanyol király hahotában tört ki a hír hallatára. I. Erzsébet angol királynő figyelmeztette a francia udvart a tett veszélyes következményeire. II. Miksa német-római császár (IX. Károly apósa) szégyent érzett rokonai miatt.
XIII. Gergely pápa arany rózsát  küldött a francia királynak  és elrendelte a Te Deum éneklését különleges hálaadás gyanánt (ez a gyakorlat még sok éven át folytatódott). Ezeken kívül három napig tartó díszkivilágítást rendelt el, búcsúval egybekötött hálaadó misét tartottak, és érmet adtak ki Ugonottorum strages. 1572 felirattal.
A francia protestánsok az eseten felháborodva rendezték soraikat, és ismét kitörtek a vallásháborúk, amelyekbe hamarosan II. Fülöp Spanyolországa is beavatkozott a katolikusok oldalán, egyes német fejedelmek és Anglia pedig a protestánsokat segítették.
A hadakozás végigkísérte Károly hátralevő éveit és öccsének, III. Henriknek uralkodását is, akinek halálával 1589-ben kihalt a Valois-ház. Mivel a Navarrába hazamenekült és időközben többször felekezetet váltott Bourbon Henrik navarrai király a Capetingek fiági leszármazottja (egyébként Valois Margit francia királyi hercegnő férje) volt, Navarrai Henrik örökölhette a francia királyi trónt, IV. Henrik néven, uralmát azonban nem ismerte el a pápa, ezért 1593-ban felvette a katolikus vallást. Ekkor mondta híressé vált szállóigéjét: „Párizs megér egy misét”. Végül ő hozta el a vallásbékét, amikor 1598-ban kiadta a nantes-i ediktumot, amelyet később, 1685-ben saját unokája, XIV. Lajos király vont vissza a fontainebleau-i ediktummal.

## Ábrázolása a művészetekben
- Christopher Marlowe angol színműíró (1564–1593) drámája: „The Massacre at Paris”. 1593-ban mutatták be Londonban.
- Id. Alexandre Dumas: Margó királyné (La Reine Margot) c. regénye először 1845-ben jelent meg Franciaországban. Magyar nyelven 1995-ben jelent meg, Csillay Kálmán fordításában.
- Giacomo Meyerbeer: A hugenották című operáját 1836-ban mutatták be Párizsban.
- Robert Merle : Jó városunk, Párizs (Paris ma bonne ville) 1980-ban jelent meg Párizsban. Magyarul az Európa Könyvkiadó adta ki 1987-ben, Görög Lívia fordításában.
- Margó királyné (La Reine Margot), francia film Dumas azonos című regényéből, 1994. Rendezte Patrice Chéreau, főszereplők: Isabelle Adjani (Valois Margit), Daniel Auteuil (Navarrai Henrik) és Virna Lisi (Medici Katalin) .
- A régi Ki vagy, Doki? sorozatnak a 22. részében is feldolgozták az eseményt.
- E.C. Kelly Hugenották című regénye (2013)  Archiválva 2013. augusztus 18-i dátummal a Wayback Machine-ben
- Heinrich Mann IV. Henrik uralkodásáról írt két jelentős regényében (König Henri Quatre, 1935, 1938) saját korának is szóló politikai mondanivalót alkotott.